# Literaturkritik (Loriot)
Literaturkritik (auch Fahrplan) ist ein Ein-Personen-Sketch des deutschen Humoristen Loriot. In ihm stellt ein Literaturkritiker ein neu erschienenes Buch vor, ohne den Titel zu nennen. Erst als er beginnt daraus vorzulesen, erkennt man, dass es das Kursbuch der Deutschen Bundesbahn ist.
Der Text wurde erstmals 1968 von Loriot als Moderator der fünften Folge der Sendereihe Cartoon vorgetragen. In der letzten Folge von Cartoon aus dem Jahr 1972 ist der Sketch erneut zu sehen, diesmal mit einem verkleideten Loriot. Die zweite Version wurde 1997 auch in die Neuschnittfassung der Fernsehreihe Loriot aufgenommen. Gedruckt erschien der Sketchtext erstmals 1981 und ist Teil mehrerer Sammelbände von Loriot.

## Handlung
Zu Beginn erklärt der Literaturkritiker, dass die seit der Frankfurter Buchmesse vergangene Zeit nötig war, um die Neuerscheinungen zu sichten und zu bewerten. Dann beginnt er, eine der Neuerscheinungen vorzustellen, ohne den Titel des Buches zu nennen. Das Buch, dessen Autor anonym bleibe, beschreibe „Dinge in einer Eindringlichkeit und Präzision, die bisher in der schöngeistigen Literatur nicht zu finden waren“. Es sei vor allem für die Jugend geeignet, die damit mit den „natürlichen Vorgängen des Lebens“ vertraut gemacht werden könne. Danach zitiert er – was andere deutsche Fernsehanstalten bisher nicht gewagt hätten – eine der „zu Unrecht umstrittenen Stellen“ des Buchs:
„Germersheim ab 12.36 Uhr, Westheim 12.42 Uhr, Lustadt an 12.46 Uhr“.
Diesen Auszug bezeichnet der Kritiker als „kleines Meisterwerk“, das die „bestürzende Sachkenntnis des Verfassers“ bezeuge. Er zitiert zwei weitere Stellen des Kursbuchs und beendet seine Kritik mit der Empfehlung, dass das Werk in keinem Bücherschrank fehlen sollte.

## Veröffentlichung

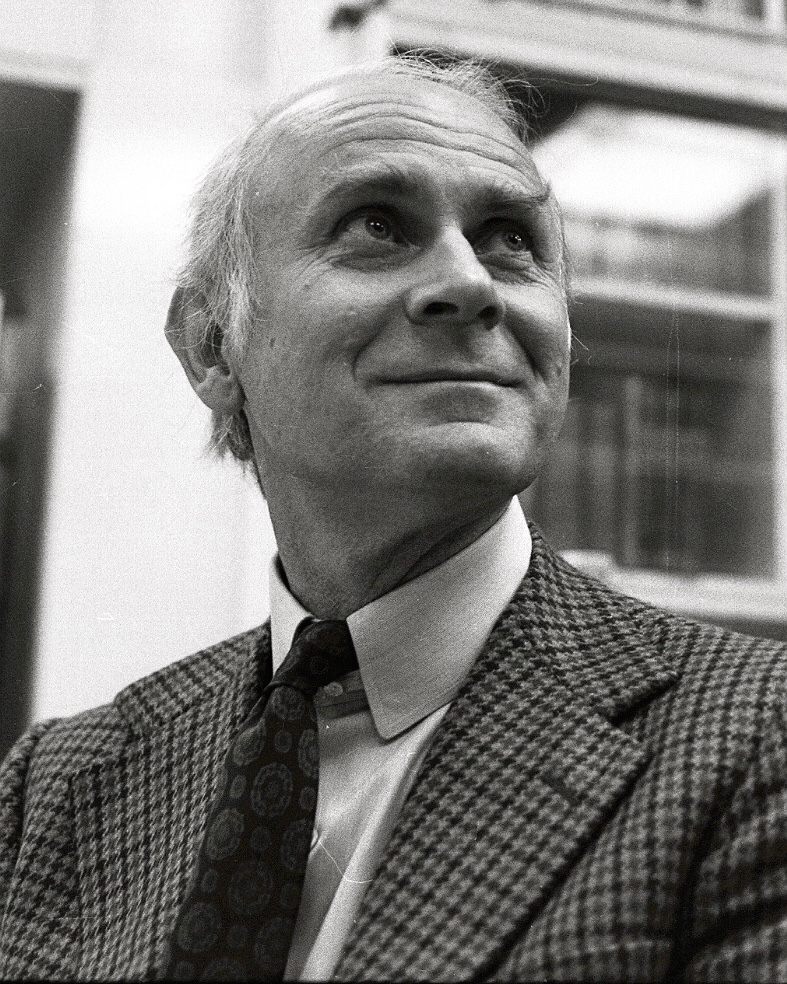
Loriot 1971 während einer Autogrammstunde

Der Sketch wurde erstmals in der fünften Folge der von Loriot moderierten Sendereihe Cartoon vorgeführt, die vom Süddeutschen Rundfunk produziert und am 9. Juni 1968 im Deutschen Fernsehen ausgestrahlt wurde. Loriot trat dabei als er selbst auf und saß als Moderator der Sendung auf dem roten Sofa. Für die 21. und letzten Folge von Cartoon vom 25. Dezember 1972, die zu einem großen Teil aus Wiederholungen von bereits zuvor gesendeten Werken Loriots bestand, wurde der Sketch noch einmal gedreht. Diesmal ist er in die fiktionale Fernsehsendung Kulturspiegel eingebettet. Deren Moderator, gespielt von Loriot, sagt zunächst die Filmparodie Ludwig II. und den Interview-Sketch Der Jungfilmer an, bevor er die Literaturkritik des Kursbuches vorträgt.
Als Loriot 1997 sein Fernsehwerk neu ordnete und aus den sechs 45-minütigen Folgen der Sendereihe Loriot 14 Folgen mit einer Länge von 25 Minuten schnitt, nahm er auch Werke aus anderen Sendungen auf, darunter die Literaturkritik. Der Sketch ist Teil der zwölften Folge Der einsame König, andere kulturelle Intimbereiche und eine Skatrunde vom 8. Juli 1997, in der die Kombination mit den Filmen Ludwig II. und Der Jungfilmer erhalten blieb.
Diese Version ist auch in der DVD-Sammlung Die vollständige Fernseh-Edition enthalten, die ursprüngliche, von Loriot als er selbst vorgetragene Version aus Cartoon fehlt. Daneben enthält die Sammlung eine Version aus einer Lesung, die Loriot 1987 zusammen mit Evelyn Hamann im Palast der Republik in Ost-Berlin veranstaltete. Während im Original Städte in Rheinland-Pfalz an den Bahnstrecken Germersheim–Landau und Landau–Rohrbach genannt werden, zitierte Loriot diesmal Ankunfts- und Abfahrtszeiten für Orte an der Bahnstrecke Wismar–Rostock im damaligen Bezirk Rostock.
Der Text des Sketches erschien erstmals 1981 in dem Sammelband Loriots Dramatische Werke, der die Texte vieler Sketche aus Cartoon und Loriot sowie einiger weiterer Fernseharbeiten Loriots vereint. Er ist darin dem Kapitel Kultur und Fernsehen zugeordnet. Seitdem wurde der Text in einige weitere Sammelbände von Loriot aufgenommen.

## Analyse und Einordnung
Die Sendung Cartoon, die Loriot ab Februar 1967 moderierte, war in erster Linie als eine Dokumentarsendung konzipiert, in der humoristische Zeichnungen, Zeichentrickfilme und Zeichner aus aller Welt vorgestellt werden sollten. Von Beginn war Loriot neben seiner Moderatorentätigkeit mit eigenen Beiträgen an der Sendung beteiligt. Am Anfang beschränkte sich diese Beteiligung vor allem auf Trickfilme. Die erste Version der Literaturkritik aus der fünften Folge war eine Neuerung, Studio-Sketche waren bis dahin nicht gezeigt worden. Dabei lehnte sich die Literaturkritik im Aufbau an die Mehrheit der bis dahin gezeigten Trickfilme Loriots an, in denen ebenfalls Monologe von Männern zu sehen waren. Dieser und weitere Studio-Sketche bildeten eine Vorform der in späteren Cartoon-Folgen gezeigten Realfilm-Sketche, zu denen auch die zweite Version der Literaturkritik gehört.
Die Sprache des Sketches kopiert mit Formulierungen wie „lassen Sie mich […] herausgreifen“ oder „Aber bitte urteilen Sie selbst“ den üblichen Jargon von Literaturkritikern. Verschiedene Formulierungen, etwa dass die Sachkenntnis des Autors „bestürzend“ sei,  entlarven das Gesagte aber als absurd und unsinnig. Uwe Ehlert, der seine Dissertation zu Kommunikationsstörungen in Loriots Werken verfasste, bewertet das Kommunikationsverhalten des Literaturkritikers dabei als arrogant. Durch die Kürze der Zitate aus dem Kursbuch gebe er den Zuschauern, denen er eine angemessene Würdigung des Werkes nicht zutraue, keine Möglichkeit, auf sie zu reagieren und seinen Geltungsansprüchen zu widersprechen.
Felix Christian Reuter, der über Loriots Fernsehsketche promovierte, sieht im Sketch eine Kritik am Einfluss des Fernsehens auf die Meinungsbildung der Zuschauer sowie am geringen intellektuellen Anspruch des Fernsehens. Das Thema Meinungsbildung wird auch bei anderen Fernsehparodien Loriots thematisiert, etwa 1976 im Sketch Filmanalyse der Sendereihe Loriot. Darin interpretieren zwei Filmkritiker unmögliche Dinge in einen kurzen Filmausschnitt mit Buster Keaton hinein. Daneben sieht die Germanistin Claudia Hillebrandt in dem Sketch eine Persiflage auf die Literatur der 1960er- und 1970er-Jahre, in der realistisches Schreiben und dokumentarische Formate eine große Rolle spielten. Einer, der diesen Stil einforderte, war Hans Magnus Enzensberger.  Dessen Gedicht Ins Lesebuch für die Oberschule aus dem Jahr 1957 sieht Reuter als mögliche Inspiration für Loriots Sketch an, denn es beginnt mit den Worten „Lies keine Oden, mein Sohn. Lies die Fahrpläne: / sie sind genauer.“

## Ausgaben (Auswahl)
Bildtonträger
- Loriot – Von Möpsen und Menschen. Warner Home Video, Hamburg 1989, VHS (Version aus Cartoon 23).
- Loriot – Sein großes Sketch-Archiv. Warner Home Video, Hamburg 2001, DVD Nr. 4 (als Teil von Loriot 12).
- Loriot – Die vollständige Fernseh-Edition. Warner Home Video, Hamburg 2007, DVD Nr. 2 (Version aus Cartoon 23).
- Loriot – Die vollständige Fernseh-Edition. Warner Home Video, Hamburg 2007, DVD Nr. 5 (Lesung von Loriot und Evelyn Hamann).

Tonträger
- Loriots Heile Welt. Deutsche Grammophon, Hamburg, 1978, Schallplatte.
- Loriot. Litera, Ost-Berlin, 1988, Schallplatte.
- Loriots Klassiker. Deutsche Grammophon, Hamburg, 1988, CD.

Bücher
- Loriots dramatische Werke. Diogenes, Zürich 1981, ISBN 3-257-01004-4, S. 257.
- Menschen, Tiere, Katastrophen. Reclam, Stuttgart 1992, ISBN 3-15-008820-8, S. 104–105.
- Das Frühstücksei. Diogenes, Zürich 2003, ISBN 3-257-02081-3, S. 241–242.
- Gesammelte Prosa. Diogenes, Zürich 2006, ISBN 978-3-257-06481-0, S. 397–398.